# YouTube Music
YouTube Music – serwis strumieniowy oferujący dostęp do muzyki, opracowany przez YouTube.
Dostępna jest płatna wersja premium, która umożliwia odtwarzanie utworów bez reklam, odtwarzanie w tle oraz pobieranie utworów do odsłuchania offline.
Od 2023 w YouTube Music dostępna jest funkcja Samples, czyli niekończący się spersonalizowany strumień krótkich fragmentów teledysków, który pozwala odkrywać nową muzykę lub przejść do pełnej wersji utworu.